# Triplectides magnus
Triplectides magnus là một loài Trichoptera trong họ Leptoceridae. Chúng phân bố ở miền Australasia.